# Saft Groupe S.A.

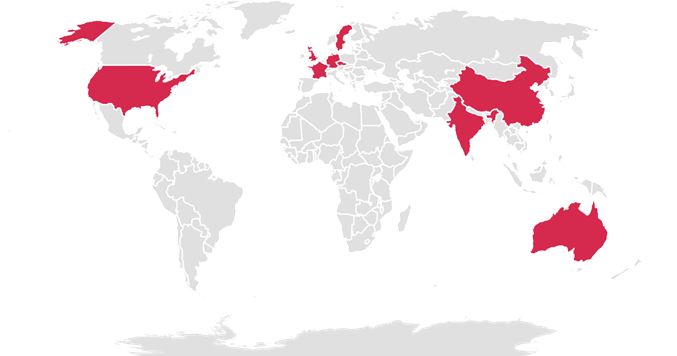
Escritórios da SAFT em 2012

Saft é uma empresa francesa especializada na concepção, fabrico e comercialização de acumuladores eléctricos para uso industrial. Em maio de 2016, a empresa foi comprada pelo grupo TotalEnergies, por um valor próximo de mil milhões de euros. O objetivo do novo proprietário da Saft é tornar suas soluções de energia renovável mais eficientes, principalmente em termos de armazenamento.